# Joseph de Maistre
Hrabě Joseph de Maistre (1. dubna 1753 Chambéry – 26. února 1821 Turín) byl francouzský filosof a konzervativní myslitel, jeden z odpůrců Francouzské revoluce.
Joseph de Maistre vyrůstal v katolické rodině a jeho otec byl úředníkem, který byl povýšen do šlechtického stavu. Odmítl Francouzskou revoluci z konzervativních pozic a chápal ji jako boží trest za osvícenské snahy.
Po svém útěku z Francie působil ve švýcarském Lausanne jako velvyslanec Sardinského království. Později působil až do roku 1817 jako velvyslanec Sardinského království v Petrohradu.

## Dílo
- Considérations sur la Révolution française (1796)
- Essai sur le principe générateur des constitutions politiques (1809)
- Du Pape (1819)
- Les soirées de St Petersbourg ou Entretiens sur le gouvernement temporel de la Providence (1821)
- Les Lettres sur l'Inquisition espagnole où il dénonce les absurdités des accusations communément lancées contre l'inquisition espagnole, à l'occasion de sa suppression par les cortès
- Examen de la philosophie de Bacon (1836)
- Correspondance diplomatique et mémoires politiques (1858)